# Walter Buch
Walter Buch (24 de octubre de 1883-12 de noviembre de 1949) fue un jurista alemán y funcionario de las SS durante el Tercer Reich. Era suegro del jefe la Cancillería del NSDAP Martin Bormann. Después del final de la Segunda Guerra Mundial en Europa, Buch fue clasificado como un importante funcionario del régimen o "Hauptschuldiger" en los procedimientos de desnazificación en 1949. El 12 de noviembre de ese año, se suicidó.

## Biografía

### Primeros años y carrera
Nacido en Bruchsal, hijo de un presidente del Senado en el Tribunal Superior de Baden, Buch se convirtió en soldado en la Primera Guerra Mundial como oficial de carrera. En 1918, fue liberado del ejército como comandante y luego se ocupó de la Liga de Veteranos de Baden. Se había casado en 1908 o 1909 y tuvo en total cuatro vástagos, dos hijos y dos hijas. De 1919 a 1922 fue miembro del Partido Nacional del Pueblo Alemán (DNVP/Deutschnationale Volkspartei).
Para 1922, se había convertido en miembro del Partido Nacionalsocialista Obrero Alemán (NSDAP) y en agosto de 1923 era líder de las Sturmabteilung (SA) en Franconia. A mediados de 1923, después de que Hermann Ehrhardt, por un lado, y Ernst Röhm y Adolf Hitler, por el otro, se habían enfrentado, el Stoßtrupp-Hitler ("Tropas de Choque de Hitler") se formó con ocho miembros de las SA para la protección de Hitler. El Stoßtrupp fue dirigido por dos exmiembros de la Stabswache ("Guardia del personal") que también habían pertenecido a la Brigada Ehrhardt. Julius Schreck fundó la unidad y la organización precursora de las SS nunca contaba con más de 20 miembros que incluían a Buch. Así se encontró atado a las SS posteriores y con el tiempo se convirtió en un Líder Honorario de las SS ("Ehrenführer der SS") con el rango de SS-Obergruppenführer (bajo un nuevo sistema de rango introducido en 1938, esto se convirtió en Stab Reichsführer-SS). 
Después de que el Putsch de la Cervecería fallara el 9 de noviembre de 1923, muchos líderes de las SA huyeron del país. Buch regresó a Múnich el 13 de noviembre, enviado por Hermann Göring, que había huido a Innsbruck, para asegurarse de que la cohesión de las tropas del Partido no se debilitara. También forjó lazos con los grupos SA entonces prohibidos, que ahora solo podían operar bajo techo. 
Buch mantuvo un contacto regular entre Hitler, que estaba en la cárcel en Landsberg am Lech, y el liderazgo ilegal del Partido en Austria. En el tiempo que siguió, cuando se prohibió el NSDAP, los temores anteriores de Göring comenzaron a hacerse realidad cuando el partido se disolvió. Después de la liberación de Hitler de Landsberg, el Partido se restableció el 20 de febrero de 1925.

### Presidente del Tribunal Supremo del Partido
Se estableció la Junta de Investigación y Mediación (Untersuchungs- und Schlichtungs-Ausschuss o USCHLA), en cuyo presidente se convirtió Buch en 1927.
La sede de la USCHLA estaba en la Braunes Haus ("Casa Parda") en Múnich. Buch no se limitó simplemente a las decisiones en disputas internas del Partido, sino que también hizo que los miembros del Partido lo vigilaran o lo presionasen si se desviaban de la línea del Partido. La Junta podría emitir juicios libremente dentro y fuera del país, contra los cuales no hubo apelación, excepto a Hitler.[cita requerida]
El 2 de septiembre de 1929, Martin Bormann, miembro del NSDAP y más tarde poderoso secretario privado de Hitler, se casó con la hija mayor de Walter Buch, Gerda (nacida el 23 de octubre de 1909 en Konstanz). Buch y Hitler fueron los testigos. 
En el tiempo que siguió, hasta que los nacionalsocialistas tomaron el poder en 1933, Buch fortaleció continuamente su estatus. En 1934, describió la importancia de los tribunales del partido así: 
 Los tribunales del Partido siempre deben considerarse como los elementos de fijación de hierro que mantienen unido el orgulloso edificio del NSDAP, que los líderes políticos y los líderes de las SA han construido. Salvarlo de grietas y choques es la tarea más grande de los tribunales del Partido. Los magistrados del partido están obligados solo a su conciencia nacionalsocialista, y no son subordinados de los líderes políticos, y están sujetos solo al Führer.
Buch actuó bastante así. En la Noche de los cuchillos largos en 1934, viajó a instancias de Hitler a Bad Wiessee y estuvo presente en el arresto de Ernst Röhm. A modo de agradecimiento por haber dado muerte a Röhm la apariencia exterior de legalidad, Buch fue nombrado magistrado supremo del Partido y SS-Gruppenführer el 9 de noviembre de 1934. 
En 1936 se afirmó en una carta anónima que la esposa de Buch era mitad judía. En el curso de una investigación de la Gestapo, salió a la luz que la carta había sido escrita por Wilhelm Kube, a quien Buch había investigado debido a preocupaciones sobre su vida privada y su estilo de liderazgo en el Gau de Kurmark. Buch se aseguró de que Kube fuera eliminado de todas sus publicaciones. Solo por órdenes de Hitler se le permitió a Kube seguir siendo un Gauleiter, aunque sin su propio Gau. 
Buch también fue responsable de la "legalización" de los excesos de los miembros del Partido durante la llamada Kristallnacht ("Noche de los cristales rotos", 9 de noviembre de 1938). Después de su investigación, declaró que los "pequeños camaradas del partido" responsables de más de cien muertes de judíos solo habían estado siguiendo órdenes. Sin embargo, no encontró la necesidad de cuestionar a quienes habían dado estas órdenes, tal era su antisemitismo profundamente arraigado, y públicamente cuestionó la ley para los judíos. En su opinión, los judíos eran literalmente "no humanos". 

### Encarcelamiento y suicidio
Después del final de la Segunda Guerra Mundial en Europa, Buch fue capturado y sentenciado a cinco años en un campo de trabajos forzados. En julio de 1949, en el curso de otra ola de desnazificación, fue clasificado como un importante funcionario del régimen o "Hauptschuldiger". Unas semanas después de su liberación de la prisión, el 12 de noviembre de 1949, se suicidó cortándose las muñecas y arrojándose al Ammersee.

## Condecoraciones
- Cruz de Hierro de 2.ª clase[4]
- Cruz de Hierro de 1.ª clase[4]
- Insignia de Partido de Núremberg, 1929[4]
- Cabrio de honor de la vieja guardia, febrero de 1934[4]
- Cruz de Honor 1914-1918 con espadas, 1934[4]
- Insignia de Coburg, 1935[4]
- Orden de la Sangre
- Medalla Olímpica Alemana
- Cruz al Mérito de Guerra de 2.ª clase sin espadas
- Cruz al Mérito de Guerra de 1.ª clase sin espadas
- Placa Dorada del Partido
- Anillo de honor de las SS